# Wex
Wex es un diccionario y enciclopedia legal editado en colaboración, destinado a un uso amplio por parte de "prácticamente todos, incluso estudiantes de derecho y abogados que ingresan a nuevas áreas del derecho".
Está patrocinado y alojado por el Instituto de Información Legal ("LII") en la Facultad de Derecho de Cornell. Gran parte del material que aparece en Wex se desarrolló originalmente para las páginas "Ley sobre..." de LII, de las que Wex es el sucesor.
Wex acepta contribuciones de expertos calificados y se esfuerza por calificarlos. Examina a los editores antes de permitirles contribuir.